# Gluconato 2-deidrogenasi (accettore)
La gluconato 2-deidrogenasi (accettore) è un enzima appartenente alla classe delle ossidoreduttasi, che catalizza la seguente reazione:
D-gluconato + accettore ⇄ 2-deidro-D-gluconato + accettore ridotto
L'enzima è una flavoproteina (utilizza il FAD).